# Comuna Gălești, Strășeni
Comuna Gălești este o comună din raionul Strășeni, Republica Moldova. Este formată din satele Gălești (sat-reședință) și Găleștii Noi.

## Demografie
Conform datelor recensământului din 2014, comuna are o populație de 2.675 de locuitori. La recensământul din 2004 erau 2.975 de locuitori.

## Administrație și politică
Componența Consiliului local Gălești (11 consilieri), ales la 5 noiembrie 2023, este următoarea:
|  | Partid                                        | Consilieri | Componență | Componență | Componență | Componență | Componență |
|  | --------------------------------------------- | ---------- | ---------- | ---------- | ---------- | ---------- | ---------- |
|  | Partidul Social Democrat European             | 5          |            |            |            |            |            |
|  | Partidul Acțiune și Solidaritate              | 3          |            |            |            |            |            |
|  | Partidul Dezvoltării și Consolidării Moldovei | 1          |            |            |            |            |            |
|  | Partidul Comuniștilor din Republica Moldova   | 1          |            |            |            |            |            |
|  | Partidul Socialiștilor din Republica Moldova  | 1          |            |            |            |            |            |